# Zio Paperone e la caverna di Alì Babà
Zio Paperone e la caverna di Alì Babà (Uncle Scrooge – Cave of Ali Baba), nota in Italia anche come Paperon de' Paperoni e la caverna di Alì Babà e Zio Paperone - La caverna di Alì Babà., è una storia a fumetti scritta e disegnata da Carl Barks.

## Storia editoriale
La storia, composta da sedici tavole, venne pubblicata negli USA sul n. 37 di Uncle Scrooge del marzo-maggio 1962.

## Trama
Paperone, Paperino e i nipoti Qui, Quo e Qua vanno in Persia per controllare uno dei suoi oleodotti e troveranno la caverna di Alì Babà e il suo tesoro. Alla fine, comprenderanno di essere stati vittima di un sogno ipnotico provocatogli al loro arrivo in oriente da un gruppo di acrobati itineranti che hanno rapinato il gruppo.

## Pubblicazioni

### Edizioni italiane
- Topolino n° 345 (8 luglio 1962)[4].
- Gli Albi di Topolino n. 698 (24/3/1968)
- Io, Paperone (1972)
- Paperino n. 46 A (11/1986)
- Zio Paperone n. 14 (12/1988)
- Zio Paperone n. 142 (7/2001)
- La grande dinastia dei paperi n. 25 (14/7/2008)
- Uack! n. 14 (2015)